# Vallée d'Olokun
Olokun Vallis
Pour les articles homonymes, voir Olokun.
La vallée d'Olokun (désignation internationale : Olokun Vallis) est une vallée située sur Vénus dans le quadrangle de Snegurochka Planitia. Elle a été nommée en référence à Olokun, divinité bini de la mer et des cours d'eau.